# Леонардо ди Лоренцо
Леонардо де Лоренцо (на италиански: Leonardo De Lorenzo) е италиански флейтист и композитор.

## Биография
Роден е на 29 август 1875 г. във Виджано.
Започва да учи флейта на 8-годишна възраст. Пътува много. На 16 години емигрира в Америка. През 1896 г. се завръща в Италия. После обикаля Европа и Африка. На 25-годишна възраст става оркестов солист в Кейптаун.
Умира на 29 юни 1962 г. в Санта Барбара.